# 4336 Jasniewicz
4336 Jasniewicz (1984 QE1) là một tiểu hành tinh vành đai chính được phát hiện ngày 31 tháng 8 năm 1984 bởi Brian A. Skiff ở Flagstaff.
With an absolute magnitude (H) of 13.7, Jasniewicz is ước tínhd to be 5–11 km in diameter.